# سیارک ۲۶۴۱۳۱
سیارک ۲۶۴۱۳۱ (به انگلیسی: 264131 Bornim، نامگذاری:2009UQ4)۲۶۴۱۳۱مین سیارک کشف شده‌است که در ۱۹ اکتبر ۲۰۰۹ کشف شد.